# Nive
Nive je řeka v jihozápadní Francii, dlouhá 79 km. Je největší řekou Francouzského Baskicka.
Vzniká ve městě Saint-Jean-Pied-de-Port soutokem zdrojnic Nive de Béhérobie, Laurhibar a Nive d'Arnéguy, přitékajících z Pyrenejí. V Bayonne se vlévá do Adouru. V povodí řeky převládá oceánické klima, zdrojem vody jsou dešťové a sněhové srážky. Průtok je nejvyšší od prosince do dubna a nejnižší od července do září.
Název je odvozován od základu * niv- (řeka), který je přítomný i ve jméně Něva. Řeka má také baskický název Errobi a okcitánský Niva.
Řeka je využívána k raftingu a lovu lososovitých ryb. Odehrává se zde děj knihy Mikulášovy prázdniny.